# Yalova

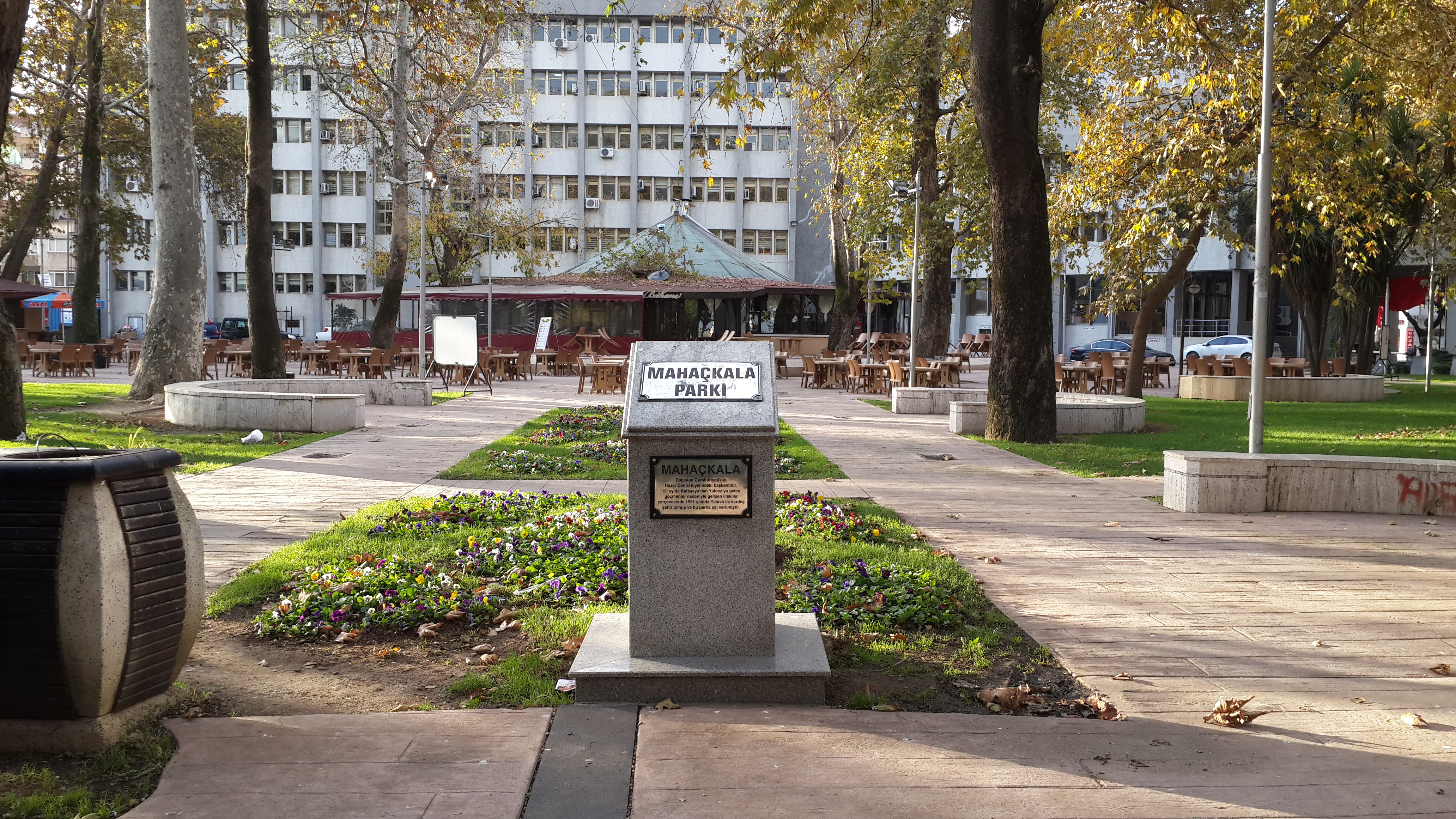
Parcul Makhachkala din Yalova

Yalova (în latină Pylae) este un oraș din Turcia.